# Kwangsan (Sedati)
Kwangsan is een bestuurslaag in het regentschap Sidoarjo van de provincie Oost-Java, Indonesië. Kwangsan telt 3522 inwoners (volkstelling 2010).